# Marcus Porcius Cato Censorius maior
Marcus Porcius Cato Censorius maior (234-149 v.Chr.) ook Cato de Oude of Cato de Censor genaamd, ter onderscheiding van naamgenoten, is de meest typische vertegenwoordiger van de regerende klasse van het oude republikeinse Rome: een bekwame magistraat, legerofficier, even wilskrachtig als koppig, even sober als conservatief.

## Biografische gegevens
Cato werd geboren in 234 v.Chr. geboren te Tusculum uit een plebejisch geslacht, en diende tijdens de Tweede Punische Oorlog als officier.
De schrandere, roodharige boer met blauwe ogen maakte als homo novus een schitterende politieke carrière. Hij werd consul in 195 v.Chr. en censor in 184 v.Chr. In deze functies streefde hij ernaar met grote ernst en gestrengheid de oud-Romeinse tradities te handhaven. 
Als senator bezocht Cato in 152 v.Chr. met een delegatie de aartsrivaal Carthago. Het overtuigde hem ervan dat de stad een permanente bedreiging zou blijven en hij pleitte voor definitieve verwoesting. Volgens Plinius Maior sloot hij elke senaatstoespraak – over welk onderwerp ook – af met een oproep tot vernietiging van Carthago, wat in de 19e eeuw in zijn mond werd gelegd als Ceterum censeo Carthaginem delendam esse. Scipio kantte zich tegen Cato's verwoestingswens, omdat het bestaan van een dergelijke rivaal volgens hem een nuttige rem was op de losbandigheid van de massa.
Als behoudsgezinde boer stond Cato ook argwanend tegenover de nieuwe tijd en aldus, in tegenstelling tot de clan der Scipiones, afwijzend tegenover de in de 2e eeuw v.Chr. sterk opkomende invloed van de Griekse cultuur. Typerend in dit opzicht is Cato's houding tegenover de Griekse artsen: "Ze hebben niet alleen gezworen ons allemaal uit te roeien, maar ze laten er zich nog voor betalen ook." Rome zou zijn raad niet opvolgen.
Cato was enorm zuinig en bezag het boerenleven volledig in termen van nut en geld. Slaven vormden daarop geen uitzondering en waren als lastdieren te behandelen, wat ook naar de normen van zijn tijd hardvochtig was. Ploutarchos bijvoorbeeld had bewondering voor Cato maar veroordeelde zijn houding tegenover slaven en dieren. Hun familieleven was van geen tel, zoals blijkt uit de aanbevelingen in De agri cultura om oude en ziekelijke slaven te verkopen en om mannelijke slaven te doen betalen als ze seks willen hebben met hun vrouw. De argwaan van Cato tegen zijn slaven zou dermate groot zijn geweest dat hij hen actief tegen elkaar probeerde op te zetten. Als het aan hem lag deden ze niets dan werken en slapen.
Cato overleed in 149, het beginjaar van de Derde Punische Oorlog, die zou eindigen met de verwoesting van Carthago in 146. M. Porcius Cato Censorius is tweemaal getrouwd geweest en had twee zonen. Zijn oudste zoon Marcus Porcius Cato Licinianus kwam voort uit zijn eerste huwelijk, met Licinia. Zijn tweede zoon, Marcus Porcius Cato Salonianus, kreeg hij op 80-jarige leeftijd en kwam voort uit zijn tweede huwelijk, met Salonia.

## Werken
Zijn afwijzende houding ten aanzien van de Griekse cultuur had ook een positieve kant: zoals Ennius de vader van de Latijnse poëzie is, zo is Cato de schepper van de Latijnse prozastijl. Zijn tijdgenoten gaven de voorkeur aan het Grieks.
Hij ontplooide een omvangrijke literaire activiteit, waarbij hij zich manifesteerde als redenaar, historicus, kenner van de landbouw en van het Romeins recht. Van zijn encyclopedisch werk over landbouw, geneeskunde en retoriek bleven slechts fragmenten over, maar De agri cultura ('Over de landbouw') bleef bewaard, een praktisch vademecum voor de hereboer, beheerder van een landbouwbedrijf. De literaire waarde ervan is gering, maar het is interessant, zowel als specimen van het oud Latijn, als door de inhoud: behalve voorschriften en richtlijnen vindt men er ook recepten en een oud gebed in terug.
De verloren Origines ('Oorsprongen') vormden Cato’s hoofdwerk. Behalve de stichtingssagen van Italische steden beschreef hij hierin ook de latere geschiedenis tot aan zijn eigen tijd. Omdat hij een hekel had aan personencultus, vermeed Cato de namen van personen te vermelden, maar hij had veel aandacht voor de kwaliteiten van het Romeinse volk in het algemeen.
- De agri cultura
- Origines
- Orationes
- De lege ad pontifices auguresque spectanti
- Praecepta ad filium
- Historia Romana litteris magnis conscripta
- Carmen de moribus
- Apophthegmata

## Beoordeling
De stijl van Cato is even krachtig en onverfijnd als de man zelf moet zijn geweest. Zijn kortademige, primitieve proza werd dan ook door de Romeinen bewonderd, maar niet nagevolgd.
Zijn kernachtige manier van spreken maakte vele van zijn uitlatingen spreekwoordelijk: later circuleerde onder zijn naam (maar niet van zijn hand!) een verzameling Disticha Catonis (Spreuken van Cato), die tot in de late Middeleeuwen grote populariteit bezat. Een voorbeeld:
| Contra verbosos noli contendere verbis: sermo datur cunctis, animi sapientia paucis. | Vermijd woordenwisselingen met kletskousen: elk kreeg een tong, maar weinigen verstand. |

## Antieke bronnen
Omdat Cato een symbolische figuur was die vaak optrad als handelend voorwerp van treffende anekdotes en uitspraken, zijn de antieke bronnen over hem talrijk en gevarieerd. Zijn eigen werk is schaars aan biografische informatie, maar zegt veel over zijn leefwereld (het begin van de grote, op slavernij drijvende landgoederen). Bij Polybios, ongetwijfeld de best geïnformeerde auteur, zijn slechts enkele passages over Cato bewaard, net als bij Titus Livius, die enige politieke kwesties schetst en een levendige karakterschets geeft. Cornelius Nepos schreef een drietal biografische hoofdstukken over Cato, met een overzicht van zijn carrière en een samenvatting van Origines, en wijdde ook een boek aan hem dat evenwel verloren ging. De meest omvangrijke biografie staat daarom op naam van Ploutarchos, wiens Parallelle Levens Cato koppelen aan Areistides. Hij maakte gebruik van talrijke bronnen en biedt inzicht in Cato's privéleven. Cicero maakte Cato Maior tot de hoofdpersoon van een werk over ouderdom, De senectute. Bij Aurelius Victor lezen we over politieke en militaire aspecten van Cato's leven. Vermeldenswaardige bronnen zijn voorts Quintilianus, de brieven van Fronto, Columella, Plinius de Oudere en Aulus Gellius.

## Nederlandse vertalingen
Vincent Hunink vertaalde het ruige proza van De agricultura onder de titel Goed boeren (1996). In Tegen het moreel verval (2010) verzamelde hij de redevoeringen en historiografische fragmenten.

## Vernoeming
Dorsa Cato, een stelsel mareruggen op de Maan.

## Voetnoten
1. ↑  Ploutarchos, Leven van Cato, V 1
2. ↑  Ploutarchos, Leven van Cato, XXI 4
3. ↑  Ploutarchos, Leven van Cato, XXI 2
4. ↑  A. E. Astin, Cato the Censor, 1978, ISBN 9780198148098, p. 295
5. ↑  Ab urbe condita, boek 39, hoofdstuk 40

- Bibsys: 90689276
- Biblioteca Nacional de Chile: 000142955
- Biblioteca Nacional de España: XX1068238
- Bibliothèque nationale de France: cb11885944n (data)
- Catàleg d'autoritats de noms i títols de Catalunya: 981058508777006706
- CiNii: DA00780985
- Gemeinsame Normdatei: 118519697
- International Standard Name Identifier: 0000 0001 2145 0009
- Library of Congress Control Number: n50047791
- Nationale Bibliotheek van Letland: 000045382
- Nationale Bibliotheek van Tsjechië: jn19981000457
- Nationale bibliotheek van Australië: 35026656
- Nationale Bibliotheek van Israël: 987007259532005171
- Nationale Bibliotheek van Polen: a0000001182252
- Nationale en Universitaire bibliotheek Zagreb: 000358779
- Nederlandse Thesaurus van Auteursnamen: 069318387
- Réseau des bibliothèques de Suisse occidentale: 02-A000029934
- Istituto Centrale per il Catalogo Unico: CFIV045309
- LIBRIS: 180613
- Système universitaire de documentation: 026651947
- Trove: 800240
- Virtual International Authority File: 99852885